# Масик, Пётр Исаакович
Пётр Исаакович Масик (13 августа 1908, Конотоп — 1993, Бендеры) — советский военный деятель, командир полка.

## Биография
Масик Пётр Исаакович (Исакович, Иванович) родился 13 августа 1908 года в городе Конотоп, ныне Сумской области Украины.
В 1930—1956 годах служил в РККА, затем в Советской армии.
Во время Великой Отечественной войны — командир 85-го понтонно-мостового батальона, затем 4-го особого моторизированного понтонно-мостового полка.
Боевой путь 4-го особого моторизированного понтонно-мостового полка, которым командовал Пётр Масик, начался на Волге. Летом 1944 года это формирование отличилось во время операции по освобождению Белоруссии «Багратион», в том числе и в боях на территории Жлобинского района. Так, 5—15 июня 1944 года, незадолго до освобождения Жлобина, севернее деревни Красная Горка бойцы полка соорудили через реку Днепр мост под тяжёлую технику длиной 125 м. Полк также наводил понтонные мосты в других местах, в том числе и в районе Стрешина.
2 июля 1944 года Верховным Главнокомандующим 4-му особому моторизированному понтонно-мостовому полку было присвоено почётное наименование «Жлобинский».
Дальнейший путь полка, которым командовал Пётр Масик, прошёл через Польшу и закончился в Берлине.
Боевые заслуги Петра Масика были отмечены различными наградами: двумя орденами Отечественной войны; четырьмя — Красного Знамени; тремя — Красной Звезды; орденами Кутузова и Суворова; многочисленными медалями, в том числе «За боевые заслуги», «За оборону Кавказа», «За освобождение Варшавы», «За взятие Берлина» и другие.
Службу в армии Пётр Масик закончил 19 января 1956 года. Вышел в отставку в звании «полковник».
Умер в 1993 году. Похоронен на Борисовском кладбище города Бендеры.

## Награды и звания
- Орден Красной Звезды (3)
- Орден Суворова III степени (октябрь 1943 года)
- Орден Отечественной войны I степени
- Орден Отечественной войны II степени
- Орден Красного Знамени (4)
- Орден Кутузова III степени (июль 1944 года)
- Медаль «За оборону Кавказа» (5)
- Медаль «За взятие Берлина»
- Медаль «За освобождение Варшавы»
- Медаль «За боевые заслуги»[1]
- Медаль «За победу над Германией в Великой Отечественной войне 1941–1945 гг.»
- «Крест храбрых» (январь 1945 года)
- Медаль «Победы и Свободы» (октябрь 1945 года)
- Медаль «За Одру, Нису и Балтику» (май 1946 года)
- Звание «Почётный гражданин города Жлобина (1969)[2]. Присвоено в 1969 году, когда отмечалось 25-летие освобождения Жлобинского района от немецко-фашистских захватчиков

## Комментарии
1. ↑  Ныне: Сумская область (Украина).
2. ↑  Также могут фигурировать отчества Исакович и Иванович.